# Missa in Angustiis
La Missa in Angustiis («Missa per als temps difícils» o «per als temps d'angoixa»), anomenada també Missa Lord Nelson (Hob. XXII:11), en re menor, és una de les catorze misses escrites per Joseph Haydn.
Creada el 23 de setembre de 1798, és l'onzena d'aquestes misses, i una de les sis compostes en el moment de l'últim període de la seva vida, entre la tornada de Londres el 1795 i l'aturada de la seva carrera de compositor el 1802. És a conseqüència del seu dramatisme continu, de la seva sonoritat específica i de la seva tonalitat obaga (re menor) la missa més popular de Haydn i una de les obres avui considerades com el punt culminant de la composició litúrgica de Haydn.

## Hipòtesis relatives a les diferents denominacions
El manuscrit autògraf, datat del 31 d'agost de 1798, a Eisenstadt, i conservat a Viena, és simplement titulat Missa. La Missa en re menor no té doncs un altre títol «original» que les misses 12 a 14. Tanmateix, la descripció del primer catàleg de les obres de Haydn, l'Entwurf-Katalog, indica les paraules Missa in Angustijs (amb l'ortografia llavors corrent). L'expressió, rara, es pot traduir per «Missa en l'angoixa», o «en els temps d'angoixa» (o «en el rigor»). L'expressió «in angustijs» pot significar «composta en poc temps» (cinquanta dies); llevat que es tracti d'una al·lusió als pocs recursos (sense fusta ni corns, per a l'original), a causa de les preocupacions d'economia del príncep Nicolau II Esterházy, el nou empresari de Haydn en aquesta època.
Pel que fa al sobrenom Nelson, és apòcrif. S'explica no obstant això, per diverses circumstàncies.

### Circumstàncies de composició
L'estiu de 1798 és el de l'expedició egípcia de Napoleó Bonaparte, saldada per la destrucció, l'1 d'agost, davant d'Abukir, de la quasi totalitat de la flota francesa per la flota anglesa, manada per l'almirall Nelson. Haydn ignorava tot dels esdeveniments d'Egipte, mentre treballava a la calma d'Eisenstadt. L'única «angoixa» factible no pot ser, en aquest moment, més que la de la incertesa dels esdeveniments militars en curs - o de no poder acabar el treball a temps.

### Circumstàncies de creació
La notícia no arriba a Viena fins al 15 de setembre de 1798 (diari del comte Zinzendorf). És anunciada a la Wiener Zeitung el 22 de setembre, en vigílies de la creació de la Missa, el 23. L'angoixa del sobrenom original va ser potser aplicada retrospectivament, per un oient anònim, o pel mateix Haydn, pel clima que va precedir immediatament l'anunci del primer revés francès significatiu.

### Circumstàncies posteriors
Dos anys més tard (agost de 1800), Nelson, la seva amant Lady Hamilton i el seu seguici, van passar per Viena, després per Eisenstadt, del 6 al 9 de setembre, i van ser arreu celebrats. Quatre concerts van ser donats, un dels quals dirigit potser per Haydn - que no va compondre cap Missa aquell any. S'ignora tot dels detalls musicals. L'arxiu estudiat per Robbins Landon mostra despeses suplementàries per a «quatre trompetes i un músic de timbals» - eventualment compromeses com a suplementaris per a la Missa in Angustijs - si va ser tocada aquell any. La hipòtesi és probable, però no verificada.